# Viktor Okişev
Vïktor Okïşev (Kazachs: Виктор Окишев) (Petropavl, 4 februari 1994) is een Kazachs wielrenner die anno 2018 rijdt voorVino-Astana Motors.

## Doping
Op 19 november 2014 werd bekend dat Okïşev in mei van dat jaar, tijdens de Aziatische kampioenschappen waar hij een gouden medaille won in de tijdrit bij de beloften, een positieve test op het gebruik van anabole steroïden had afgeleverd. Dit was de vierde van in totaal vijf dopinggevallen bij Astana en haar opleidingsploeg in een paar maanden tijd. Eerder testten de broers Valentin en Maksim Iglinski en Ïlya Davïdenok al positief, later zou Artwr Fedosejev hetzelfde doen.
Okïşev werd door de UCI voor twee jaar geschorst en al zijn resultaten sinds 15 maart 2014 werden geschrapt. In 2017 maakte hij zijn rentree toen hij namens het Chinese Keyi Look Cycling Team aan de start stond van de Ronde van de Filipijnen. De eerste etappe, die gewonnen werd door Daniel Whitehouse, reed hij echter niet uit.

## Overwinningen
2014
 Aziatisch kampioen tijdrijden, Beloften

## Ploegen
- 2013 –  Continental Team Astana (stagiair vanaf 1-8)
- 2014 –  Continental Team Astana
- 2017 –  Keyi Look Cycling Team
- 2018 –  Vino-Astana Motors

Axmetov · Ayazbajev · Benfatto · Bïjigitov · Davïdenok · Fedosejev · Gackïy · Galejev · Ïşanov · Koelimbetov · Majdos · Okïşev · Panassenko · Pernebekov · Qojatajev · Rive · Scartezzini · Semenov · Şemyakïn
Astafjev · Jwkenov · Kamışev · Leseçko · Nepomnyaşşïy · Okïşev · Ovsyannïkov · Semenov · Sokolov · Vaïnt · Xadılbek · Xarçenko